# Carrer de Colom (València)
El carrer de Colom, oficialment retolat com a carrer Colón (sic), és una via urbana del centre de la ciutat de València, situat entre la porta de Mar i el carrer de Xàtiva. Serveix de separació entre els barris del Pla del Remei i els de La Xerea i Sant Francesc.

## Urbanisme
Comença a la Plaça de la Porta de la Mar, que està al costat de la Glorieta i els jardins del Palau de Justícia de València. Segueix direcció oest i finalitza en la intersecció amb el carrer Russafa i el carrer Xàtiva, quasi a l'altura de la Plaça de Bous.
Entre 2015 i 2020 l'Ajuntament de València va dur a terme un procés de pacificació del trànsit rodat, reduint els carrils dedicats al transport de vehicles privats de tres (quatre en alguns trams) a un. Així mateix, es va augmentar l'espai per al transport públic (d'un a dos carrils bus EMT València) i es va crear un carril bici segregat part de l'anell ciclista de València.

## Història
El carrer Colom va ser creat com a conseqüència immediata de la demolició de la muralla medieval de València l'any 1865, que passava per l'actual vorera dreta del carrer. La demolició de les muralles, amb excepció de les torres de Serrans i de Quart, va ser impulsada pel governador civil Ciril Amorós amb el pretext de donar faena als obrers desocupats a conseqüència de la crisi de la indústria tèxtil.
Les restes de la muralla poden observar-se actualment a la parada de metro de Colom, conservats a la plaça dels Pinazo a l'aire lliure. En concret es tracta del portal dels Jueus, una de les dotze portes que va tindre la muralla cristiana de la ciutat de València. Les restes del portal, pel qual entraven a la ciutat els productes agrícoles, van aparéixer durant les obres de la línia 3 del metro i estan catalogats com a Bé d'Interés Cultural (BIC) amb categoria de Monument, segons consta en la fitxa BIC 01.03.22bis del Catàleg de Béns i Espais Protegits de l'Ajuntament de València.
Actualment és el carrer comercial més important de la ciutat de València, i el cinqué carrer més car de l'Estat espanyol, després del carrer Preciados i Serrano a Madrid i el Portal de l'Àngel i el Passeig de Gràcia a Barcelona.

## Comunicacions
L'Estació de Colom, situada a la plaça dels Pinazo amb Colom, és la segona amb més viatgers de tota la xarxa del metro de València. En ella operen les línies 3, 5, 7 i 9.
Hi circulen diverses línies de bus de l'EMT València: les línies 5, 13, 32, 62 i 81.